# Tamarix octandra
Tamarix octandra är en tamariskväxtart som först beskrevs av M.B., och fick sitt nu gällande namn av Bge. Tamarix octandra ingår i släktet tamarisker, och familjen tamariskväxter. Inga underarter finns listade.